# Giuliano da Sangallo
Giuliano da Sangallo, (født 1443, død 1516) var en florentinsk arkitekt, der arbejdede for Pave Leo 10. Han lavede et projekt til San Lorenzo-kirkens facade.
Hans søn var Francesco da Sangallo, (1494-1576) var billedhugger. Giuliano da Sangallo var Michelangelos ven og læremester udi arkitekturen. Ifølge H.V. Morton, Roms Trylleri, (1968) gik Giuliano, Francesco og Michel Angelo i 1506 en tur til Forum Romanum for at se den nyfundne skulptur, Laokoon, der tidligere var blevet beskrevet af Plinius, og som efterfølgende skulle få stor betydning for renæssancens kunst og kunstopfattelse.